# Loch Buidhe (sjö i Storbritannien, lat 57,95, long -4,25)
Loch Buidhe är en sjö i Storbritannien.   Den ligger i kommunen Highland och riksdelen Skottland, i den norra delen av landet, 800 km norr om huvudstaden London. Loch Buidhe ligger 194 meter över havet.  I omgivningarna runt Loch Buidhe växer i huvudsak blandskog.